# Шарлотта Кушман
Шарлотта Сондерс Кушман (23 липня 1816 , Бостон  — 18 лютого 1876 , Бостон ) — американська театральна акторка та співачка, що мала голос контральто повного регістру, через що виконувала як чоловічі, так і жіночі ролі. З перервами проживала в США та в Римі, в еміграційній колонії видатних художників і скульпторів, деякі з яких стали частиною її бурхливого приватного життя.

## Ранній життєпис
Шарлотта Кушман була нащадком у восьмому поколінні пілігрима Роберта Кушмана (1577—1625), який допоміг організувати подорож до США англійського торговельного судна Мейфлавер у 1621 році і пізніше привіз сюди всю свою родину на кораблі «Фортуна». Роберт Кушман був одним із лідерів боротьби за права емігрантів в Америці. Він став проповідником у новостворених колоніях і був відомий тим, що виголосив першу проповідь в Америці. Батько Шарлотти, Елкана, подолав бідність та став успішним купцем із Вест-Індії.
Шарлотта була надзвичайно розвиненою, обдарованою та здібною, але непосидючою дитиною, виділяючись серед однокласників. Вона мала гарне контральто. Двоє друзів її батька, один із них Джон Маккей, на фортепіанній фабриці якого Джонас Чікерінг тоді був майстром піаніно, навчали її музиці. Коли дівчині виповнилося 13 років, її батько зазнав серйозних фінансових проблем і невдовзі помер, залишивши сім'ю майже ні з чим. Така фінансова безвихідь змусила Шарлотту шукати спосіб для утримання власної родини. Незважаючи на те, що вона була відмінницею і досягла великих успіхів у навчанні, Шарлотта залишила школу й продовжувала навчання, щоб стати оперною співачкою.
Коли в 1834 році Бостон відвідала шотландська співачка Мері Енн Пейтон, Джон Маккей представив їй Шарлотту, з якою вони співали дуетом на двох її концертах. Завдяки впливу місіс Вуд Шарлотта стала ученицею Джеймса Г. Медера, одного з керівників жіночої трупи театру Бостона Tremont Theatre, де Шарлотта дебютувала в ролі графині Альмавіва в опері «Весіллі Фігаро», а також — у другій своїй ролі Люсі Бертрам у Гаю Меннерінгу. Вона в 1935 році поїхала в складі цієї трупи до Нового Орлеана, де тимчасово втратила голос через напруження внаслідок дорученого їй сопрано. Після відновлення успішно виступала протягом одного сезону, після чого повернулася до Нью-Йорка і за контрактом працювала в Bowery Theatre. Цього ж 1835 року Шарлотта Кушман з повним успіхом дебютувала в драматургії.

## Театральна кар'єра

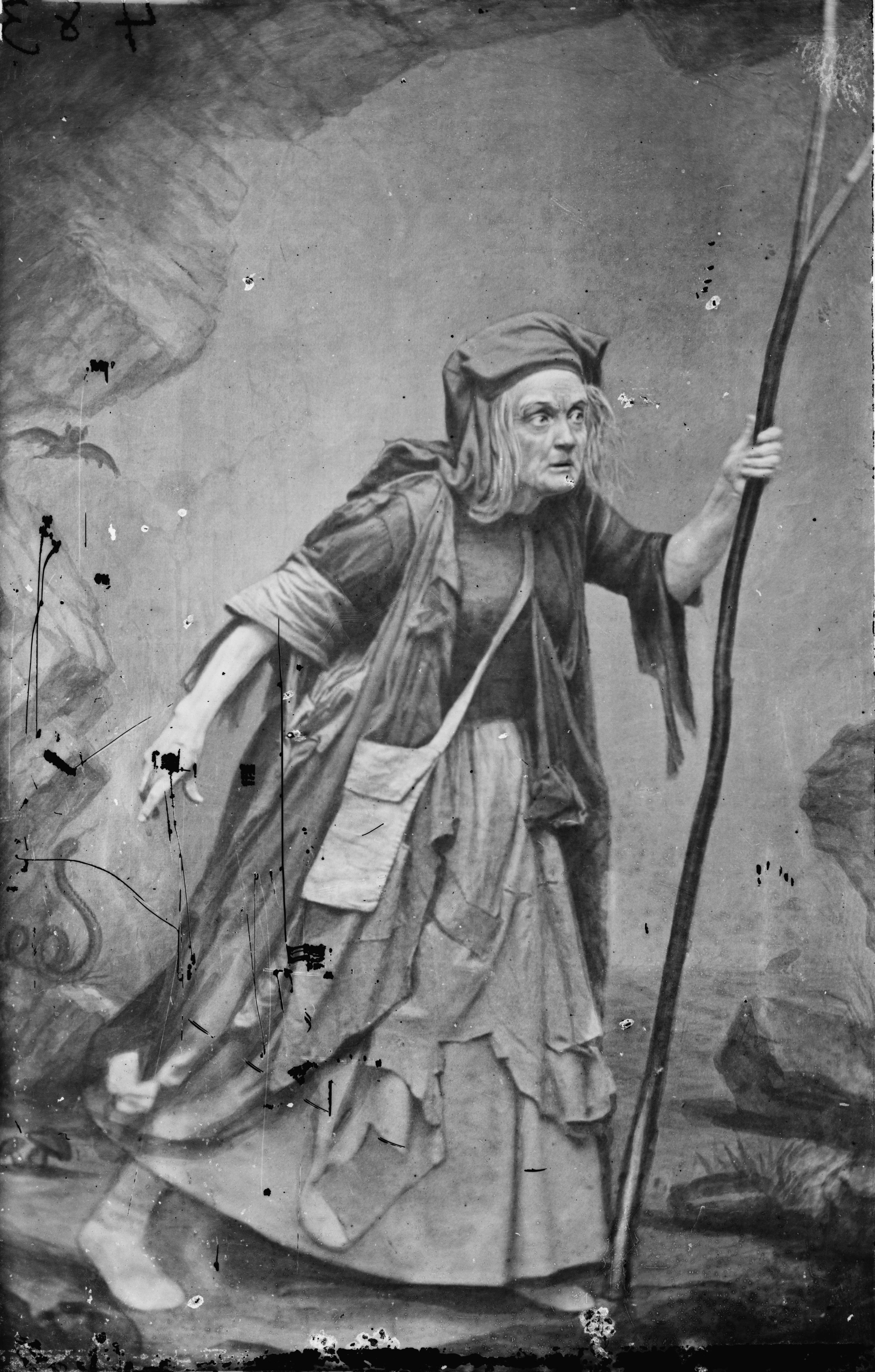
Шарлотта Кушман у ролі Мег Мерріліз

8 квітня 1835 року в бостонському театрі «Тремонт» у 18-річному віці Кушман успішно виступила на професійному рівні. Потім вона переїхала до Нового Орлеана, де успішно виступала протягом одного сезону, після чого повернулася до Нью-Йорка, аби виступати за контрактом з театром Bowery. Вона отримала схвальні відгуки в Олбані в Нью-Йорку за її роль леді Макбет.

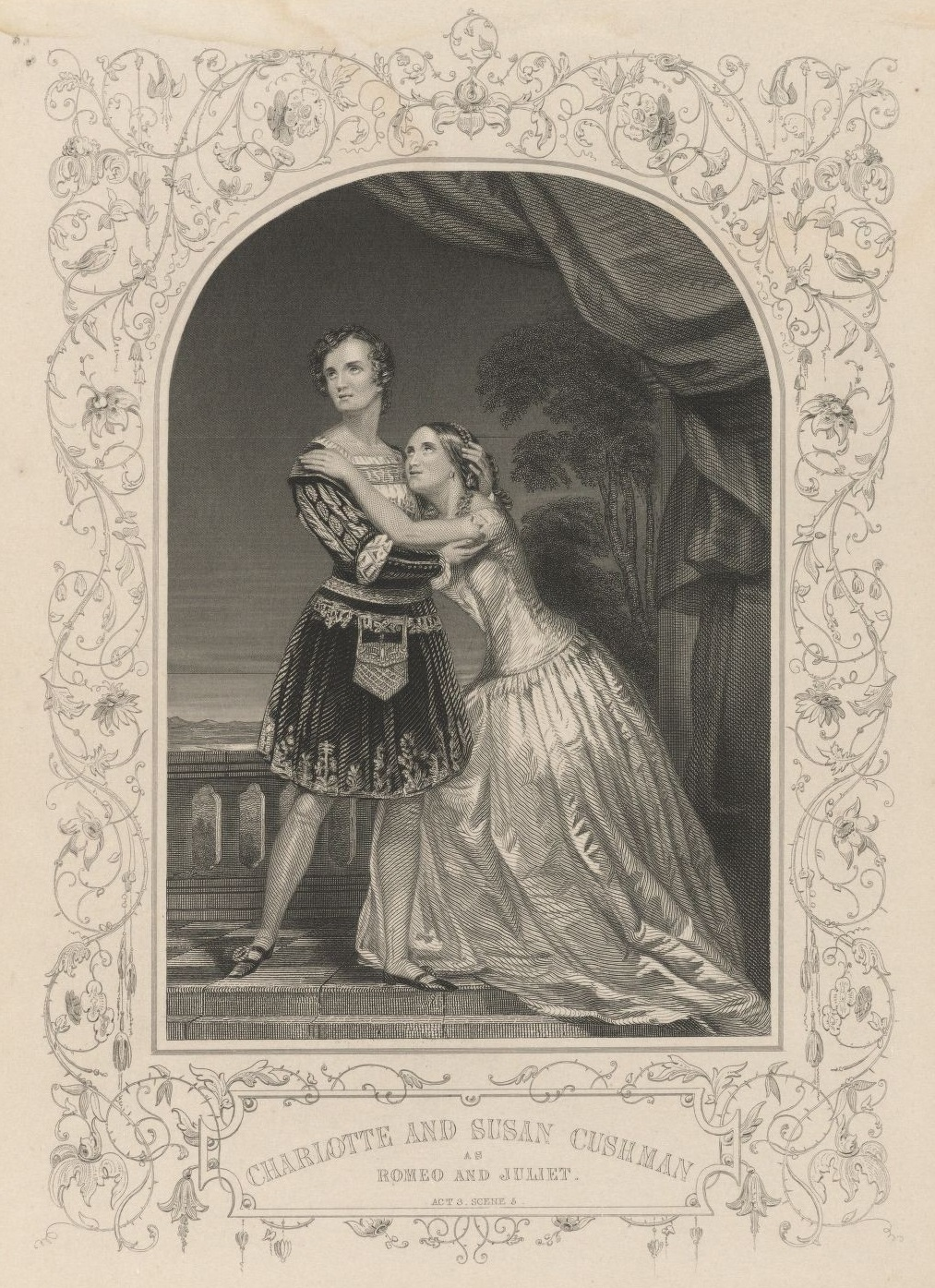
Сестри Кушман, Шарлотта та Сьюзан, як Ромео і Джульєтта в 1846 році

У 1839 році її молодша сестра Сьюзен Вебб Кушман стала акторкою, а в 14-річному віці стала дружиною Нельсона Меррімана. Чоловік покинув її вагітною, і Шарлотта піклувалася про молодшу сестру. Дві сестри прославилися завдяки спільним ролям Ромео і Джульєтти, причому Шарлотта зіграла Ромео, а Сьюзен — Джульєтту. Залишивши сцену, Сьюзен повторно і вдало одружилася з ліверпульським вченим Джеймсом Маспретом.

## Стосунки
У 1843 році Кушман познайомилася з Розалі Саллі, донькою художника Томаса Саллі. Їхні романтичні стосунки тривали до 1844 року. Вона почала подорожувати за кордон, виступаючи у різних театрах, і незабаром після цього (у липні 1847 року) Саллі померла. Шарлотта Кушман також з 1844 року була досить близькою з письменницею Енн Хемптон Брюстер, але соціальний тиск суспільства та нерозуміння з боку брата Брюстер призвели до їх розлучення. Енн Брюстер згадувала про їхній ідилічний час разом у листах у 1849 році. Зрештою вона залишила портрет Кушман, написаний Томасом Саллі, як заповіт Бібліотеці Філадельфії.

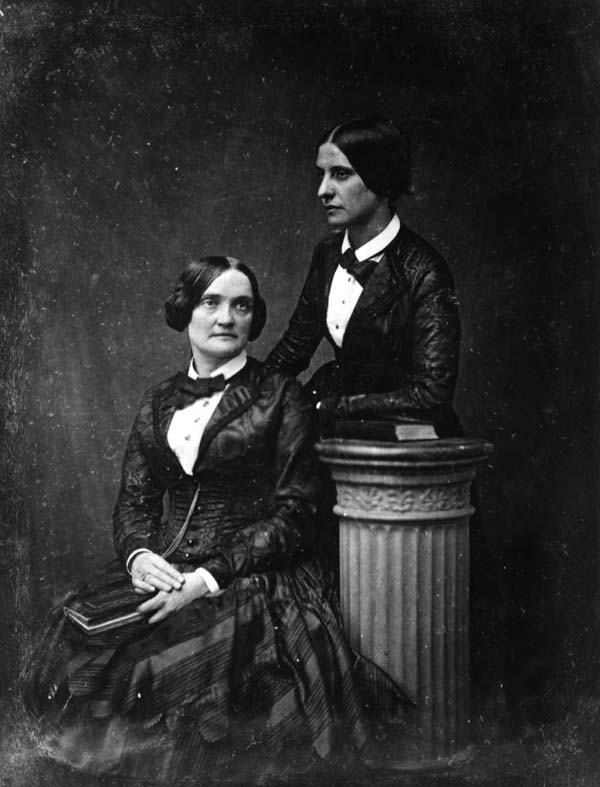
Шарлотта Кушман та Матильда Гейс

У 1848 році Кушман в Європі познайомилася з журналісткою, письменницею і за сумісництвом акторкою Матильдою Гейс. Жінки стали близькими подругами, і після короткого часу та деякого листування між ними зав'язався роман. Протягом наступних 10 років вони майже постійно були разом. Так вони стали відомі тим, що одягалися однаково, а в Європі були публічно відомі як пара.
У 1849 році Кушман повернулася до США і до 1852 року вирішила піти зі сцени. Вона оселилася з Матильдою Хейс у Римі — столиці Італії. Жінки почали жити там у богемній спільноті американських емігрантів, яка складалася здебільшого з багатьох лесбійських художниць та скульпторів того часу. Кушман використала свою славу, щоб рекламувати роботи афроамериканської / індіанської скульпторки Едмонії Льюїс, яка стала її близькою подругою та творчістю якої сама Кушман дуже захоплювалася.
У 1854 році Матильда Хейс залишила Кушман заради іншої лесбійки — скульпторки Гаррієт Хосмер, що поклало початок серії ревнощів між трьома жінками. Зрештою Хейс повернулася до спільного проживання з Шарлоттою Кушман, але напруженість між нею та Кушман вже ніколи не була зреалізована. До кінця 1857 року Кушман таємно зустрічалася з американською скульпторкою Еммою Стеббінс. Одного вечора, коли Кушман писала чергову любовну записку, Хейс зайшла до неї. Підозрюючи, що записка адресувалася Стеббінс, Хейс розіграла сцену, зажадавши її показати. Хоча Кушман стверджувала, що записка адресувалася не Еммі, вона відмовилася показати її Матильді. Сварка, що почалася після цього, була вибуховою. Хейс розлютилася і почала ганятися за Кушман по будинку, лупцюючи її кулаками при кожній нагоді. Їх стосунки негайно припинилися, і Хейс покинула Шарлотту. Вона навіть подала до суду на Кушман, заявивши у своєму позові, що пожертвувала власною кар'єрою заради підтримки кар'єри Шарлотти Кушман, і тому їй належала певна оплата. Кушман виплатила їй невідому суму, й вони розлучилися назавжди.

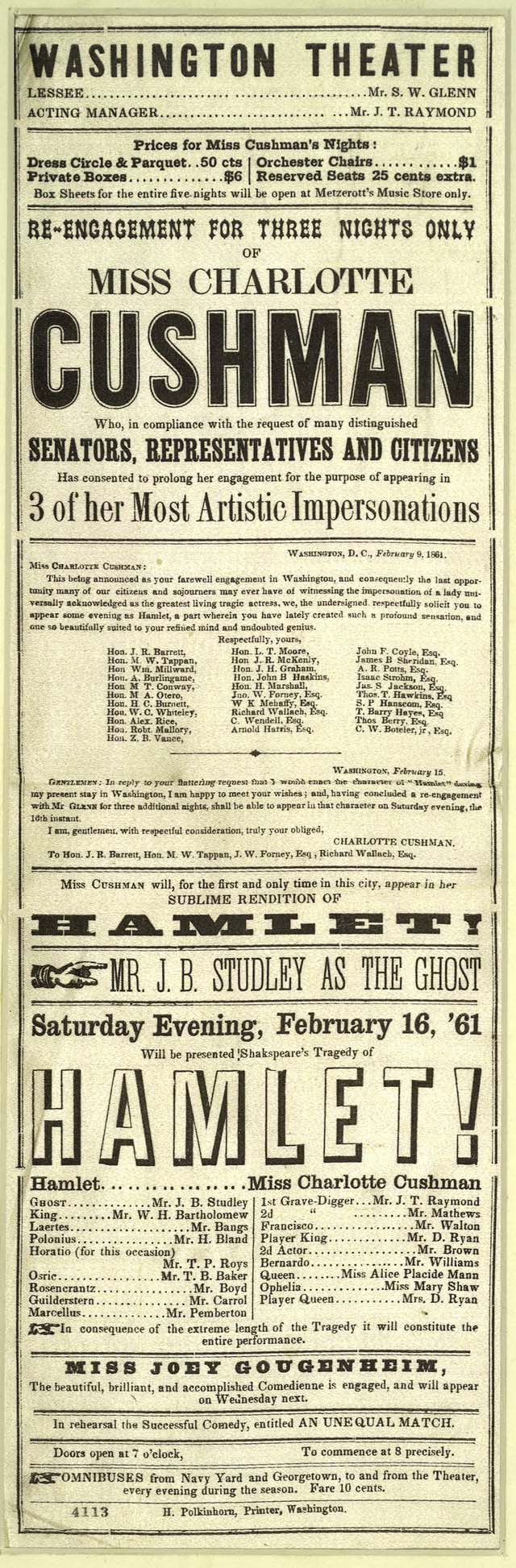
Плакат, що рекламує появу Шарлотту Кушман в ролі Гамлета в лютому 1861 року.

Емма Стеббінс переїхала до Кушман незабаром після її розриву з Хейс. Через кілька місяців Кушман зі Стеббінс поїхала до Америки для короткого туру. Незважаючи на те, що Кушман стверджувала, що вона була віддана Стеббінс, вона зав'язала стосунки з іншою жінкою незабаром після початку її стосунків зі Стеббінс. Кушман познайомився з 18-річною американською акторкою Еммою Кроу — донькою американського політика та одного із засновників Вашингтонського університету Веймана Кроу, і закохалася в неї. Зав'язався роман, і Кушман часто називала Кроу «моєю маленькою коханою».

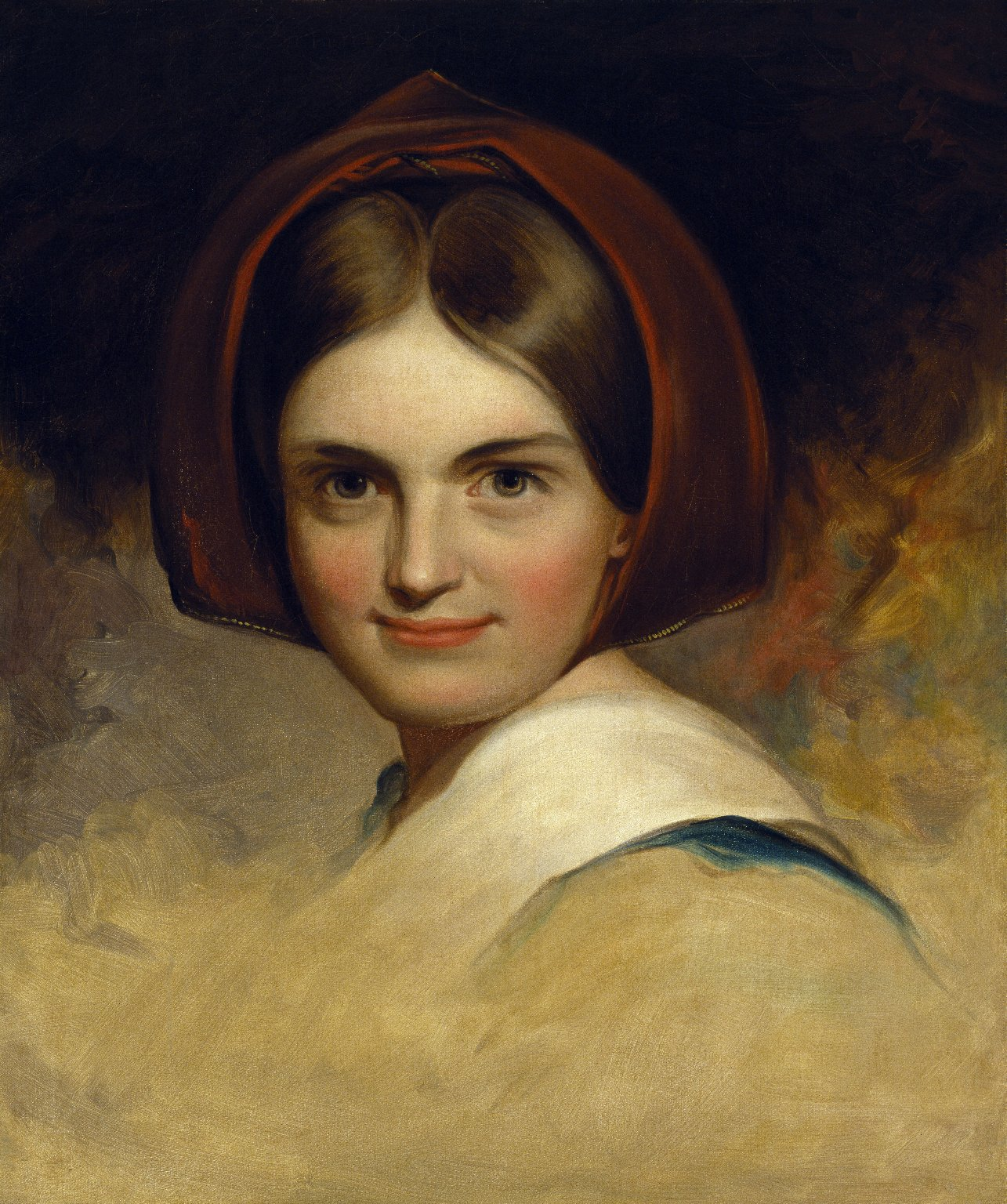
Незакінчений портрет Шарлотти Кушман роботи Томаса Саллі, який зберігався в Енн Хемптон Брюстер.

Перед від'їздом до Італії Кушман запропонувала прощальну виставу у Вашингтонському театрі, виступивши в головній ролі Гамлета. Плакат, що рекламував її зовнішність, описав її як «жінку, що загальновизнана як найбільша трагічна акторка».
Коли Кушман повернулася до Італії, Емма Кроу переїхала з нею. Невдовзі після прибуття до Італії Кроу привернула увагу племінника Кушман, Неда Кушмана. У квітні 1861 року Нед Кушман та Емма Кроу одружилися.
Шарлотта Кушман товаришувала з художниками, письменниками та політиками. Коли вона періодично приїзджала до Вашингтона, округ Колумбія у 1860-х роках, вона часто зупинялася в будинку держсекретаря США Вільяма Генрі Сьюарда, з яким вона була дуже близькою подругою. У липні 1861 року Сьюард познайомив її з тодішнім новообраним президентом США Авраамом Лінкольном, який сказав їй, що Макбет — це його улюблена п'єсою Вільяма Шекспіра і що він сподівається колись побачити її в ролі леді Макбет. У 1863 році вона знову повернулася до США, кілька разів виступаючи на благо Санітарної комісії. Лінкольн бачив, як вона виступала в «Макбеті» в жовтні в Гроверс-театрі зі своєю сім'єю. За останні шість років свого життя Кушман розвинула чудові здібності драматичного читання, створюючи сцени з Шекспіра, балади, діалектні вірші та гумористичні твори з успіхом, не менш виразним, ніж її попередні драматичні тріумфи. У 1871 році, після проживання в Європі, вона відновила свою кар'єру в США як читачка, окрім виконання кількох мистецьких проєктів.
Прощальна поява Шарлотти Кушман оголошувалася щонайменше 7 разів протягом стількох років. Її останній виступ у Нью-Йорку відбувся в театрі Бута, де вона зіграла леді Макбет. Також акторка здійснила подібне демонстративне прощання в тому ж образі у Філадельфії та інших містах, а її кар'єра завершилася в Бостоні, в театрі «Глобус», 15 травня 1875 року. Після подорожі з виступами в Рочестері, Баффало та Сіракузах вона, отримавши великий гонорар, оселилася на своїй віллі в Ньюпорті, де боролася з хворобою. У жовтні того ж року Кушман поїхала до Бостона, де була госпіталізована до лікарні.

## Смерть

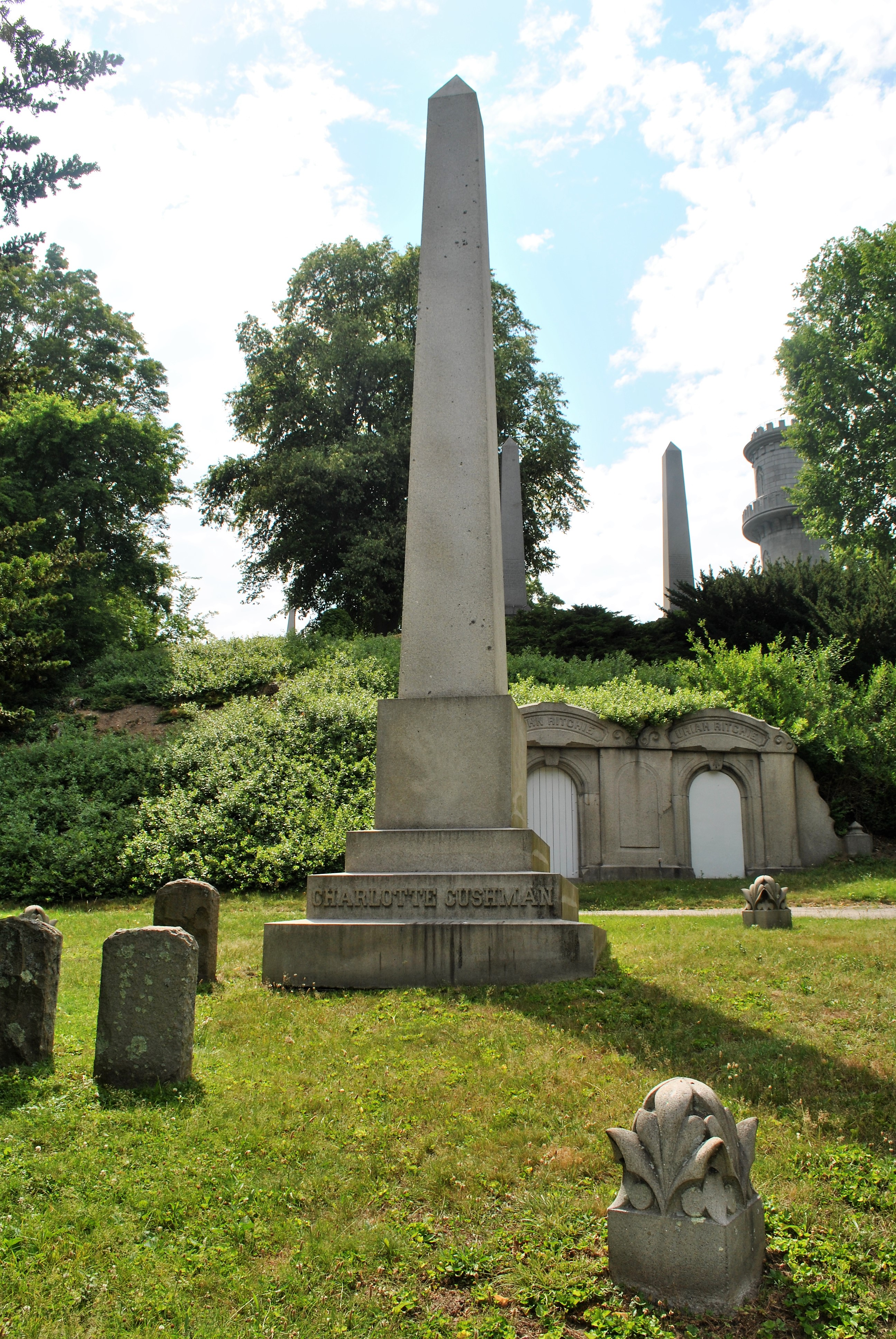
Кладовище Маунт-Оберн, Кембридж, Массачусетс.

Шарлотта Кушман померла від пневмонії у своєму готельному номері на третьому поверсі готелю Parker House у Бостоні в 1876 році на 60-му році життя. Вона була похована на кладовищі Маунт Оберн у Кембриджі, штат Массачусетс.
У 1915 році її обрали до Зали слави великих американців.

## Спадщина
Шарлотта Кушман обрала Англію своїм домом на кілька років, потоваришуваши з британською письменницею Джеральдін Джюсбері, яка, на думку дослідників, відтворила персонаж Кушман у своєму романі 1848 року «Напівсестри». Про неї також є п'єса для однієї жінки під назвою «Останнє читання Шарлотти Кушман», написана Керолін Гейдж.
На думку дослідників, статуя Емми Стеббінс «Ангел вод» у вигляді ангела над фонтаном на терасі Бетесда в Центральному парку, була натхненна саме дружбою та стосунками з Шарлоттою Кушман.
У 1907 році клуб Шарлотти Кушман був заснований і названий на її честь. У 2000 році він став іменуватись Фондом Шарлотти Кушман.
Її дім у Чарлзтауні включений до маршруту Бостонської жіночої стежки спадщини.